# Afrocyclops pauliani
Afrocyclops pauliani је животињска врста класе Crustacea која припада реду Cyclopoida. 

## Угроженост
Ова врста је наведена као изумрла, што значи да нису познати живи примерци.

## Распрострањење
Ареал врсте је био ограничен на једну државу. 
Мадагаскар је био једино познато природно станиште врсте.

## Станиште
Раније станиште врсте су била слатководна подручја. 
Врста Afrocyclops pauliani је била присутна на подручју острва Мадагаскар.